# Václav Jiří Dundr
Václav Jiří Dundr psán též Dunder, něm. Wenzel Georg Dunder (14. února 1811 Nové Strašecí – 28. dubna 1872 tamtéž) byl český spisovatel a překladatel slovanského písemnictví, bratr spisovatele Josefa Alexandra Dundra (1802-1874), hospodářský správce ve Štýrsku.

## Život
Studoval v Praze. Vstoupil do státní služby ve Lvově, protože od roku 1855 žil v Krakově, v roce 1860 opět ve Lvově. Publikoval články v mnoha časopisech v češtině, němčině, slovinštině a polštině. Pseudonym „Novostrašecký“ začal používat poté, co býval zaměňován s autorem stejného jména Václavem Dundrem (1817–1888).
Byl to muž mnohostranných zájmů. Byl nadporučíkem vídeňské Národní gardy, ředitelem zemědělských podniků Brunberg, Schönbüchel, Landskrone, Burg- a Spital-Cilli ve Štýrsku a morušové plantáže a hedvábnického závodu tamtéž. Byl doktorem filozofie a přednášel na Filozofické fakultě Univerzity arcivévody Ludvíka Hesenského. Byl členem bavorské zahradnické společnosti. Byl oceněn mj. medailí za zásluhy Petrohradské akademie.

## Dílo
- Polská hudební přísloví (Dalibor, Vol. 2, č. 26, 10.09.1859)
- Srbsko-Dalmatinske Vitežke Narodne Pjesme Bd. 1 U Beču : J. Venedikta Slavenska Knjigarna, 1836 Archivováno 21. 2. 2016 na Wayback Machine.
- Denkschrift über die Wiener October-Revolution : ausführliche Darstellung aller Ereignisse aus ämtlichen Quellen geschöpft, mit zahlreichen Urkunden begleitet, dann nach eigenen Erlebnissen und nach authentischen Berichten von Augenzeugen und Autoritäten, Wien : Verl.-Eigentum des Verf., 1849
- Stiriens Eden : das Santhal und die Umgebungen von Neu-Cilli in der südlichen Unter-Steyermark : in historischer, topographischer, pittoresker, ökonomischer, industrieller, montanistischer, thermaler, traditioneller und ethnographischer Hinsicht : mit Ansichten des Schosses Neu-Cilli von der Nord- und Südseite, und der Maulbeerbaum-Plantagen zu Pliuna : Wien ; Leipzig : Joseph Stöckholzer von Hirschfeld, 1847
- Ausführliche Geschichte der Seidenkultur u. begründete Anleitung zur praktischen, beschleunigten u. gewinnreichen Seidenzucht Wien 1854
- Vollständiges und allgemeines Slawisches Bücher-Lexicon aller seit der Erfindung der Buchdruckkunst bis zum Schlusse des Jahres 1834 Böhmen, Mähren, Ungarn, Russland, Serbien, Slawonien, Dalmatien, Croatien, Illirien, Polen, Schlesien und in den benachbarten Ländern gedruckten slawischen Bücher und vorhandenen bekannten Manuscripte, bearbeitet und herausgegeben von Wenceslaw Georg Dunder, Buchhandlungs-Geschäfts-Leiter in Wien, 1835

## Galerie

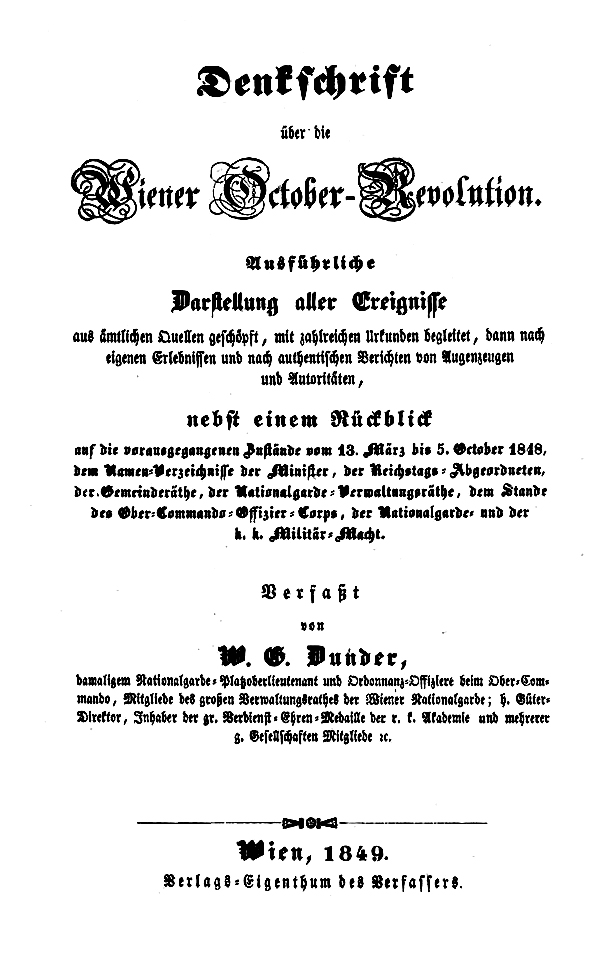
Memorandum o vídeňské říjnové revoluci (1849)
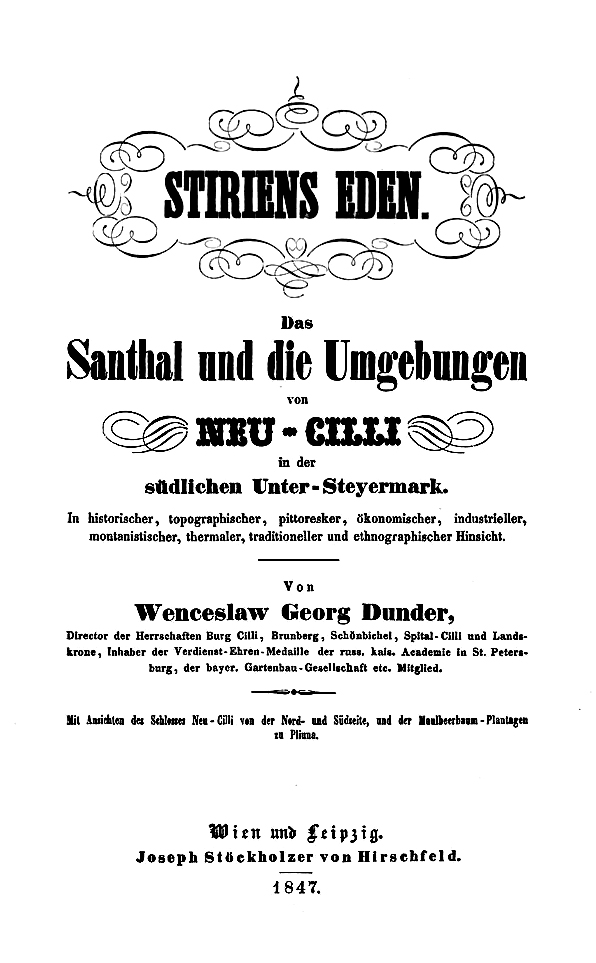
Štýrský Eden (1847)
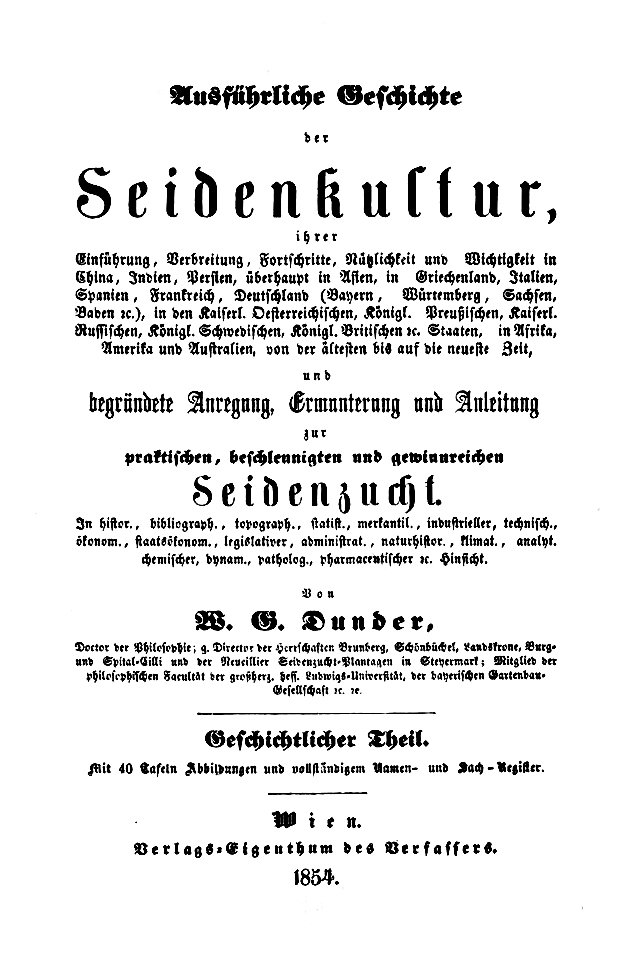
Podrobná historie kultury hedvábí (1854)